# Dyrithium lividum
Dyrithium lividum — вид грибів, що належить до монотипового роду  Dyrithium.